# Agricultura en Segart
Agricultura en Segart, la economía de Segart siempre ha tenido a la agricultura como uno de sus principales ejes económicos junto a la minería. Durante los años de existencia de la población ha tenido que evolucionar para cultivar productos con mayor demanda en el mercado y así poder subsistir. Por tanto esta evolución ha permitido que unos cultivos se mantengas y otros desaparezcan.
El aprovechamiento de la tierra con su superficie en 1968 era el siguiente:
Superficie total
662 Ha
Regadío
- Superficie: 8,27 Ha

Secano
- Superficie: 285,82 Ha

Monte
- Superficie: 348,87 Ha

Otros usos
- Superficie: 19,04 Ha

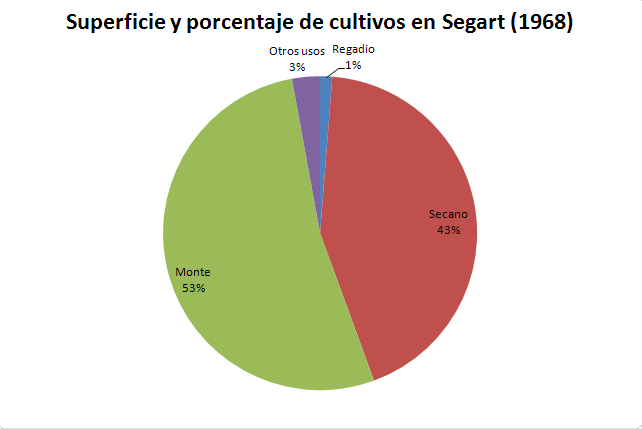
Porcentajes de aprovechamiento de la tierra

Con el incendio de 1979 y los precios de venta de los cítricos la superficie de monte y de regadío respectivamente ha descendido de forma notable.
En 1968 el número de explotaciones agrarias según su superficie eran los siguientes:

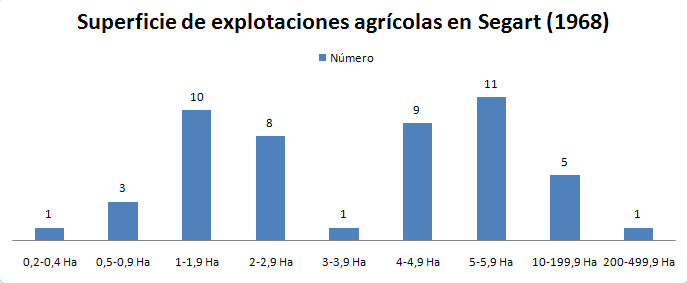
Número de explotaciones agrarias por superficie

En 1850 Madoz relata en su lista de productos agrícolas alimentos que ya han dejado de cultivarse o de ser modificados para el consumo humano como el trigo, el maíz, los higos y las legumbres. El higo seco de Segart tenía tanta aceptación que el término municipal estaba lleno de edificios que servían para secar los y algunos de ellos aún de pueden ver en las laderas de la población cercanas al cementerio.
En 1982 la población agrícola de derecho en Segart era de 20 personas, de las cuales 4 eran propietarios y 16 trabajaban por cuenta ajena.

## Cultivos de Regadío
La evolución de los cultivos de regadío entre 1931 y 1988 ha sido de un descenso del 10%. En 1931 había 5 Ha de regadío en Segart ascendiendo hasta 7,5 Ha en 1961, lo que hacía un aumento del 150% respecto al año 1931 pero en 1988 solo había 7 Ha de regadío por lo que la relación porcentual era del 93% con relación al año 1961 y del 140% con el año 1931.
La Font del Llavaner solo regaba 7,10 Ha de terrazas plantadas, en 1968, de naranjos, limoneros y nispereros. Las 1,17 Ha restantes se clasifica como "regadío elevado" y se debería repartir entre la Font de San Josep y la Font de Jaume. Esta era la situación máxima de superficie de regadío documentada pero actualmente ha habido un retroceso en esa cifra porque los terrenos que regaba la Font de San Josep y la Font de Jaume no están en producción y muchos campos del área de la Font del Llavaner han sido dejados a su suerte. 
En 1968 los cultivos de secano eran los siguientes:
Agrios
- Extensión: 3,81 Ha
- Proporción: 46,8%

Otros frutales
- Extensión: 3,89 Ha
- Proporción: 46,7%

En esta sección podemos incluir los nísperos. Entre 180 y 984 no ha habido una plantación regular en Segart de estos frutales y se ha mantenido en 15 el número de árboles diseminados de nispereros. La producción de nísperos en Segart ha sido la siguiente: en 1980 se produjeron 200 kg, en 1982 fueron 225 y en 1984 fueron 300 kg.
Huerta
- Extensión: 0,57 Ha
- Proporción: 6,3%

## Cultivos de Secano

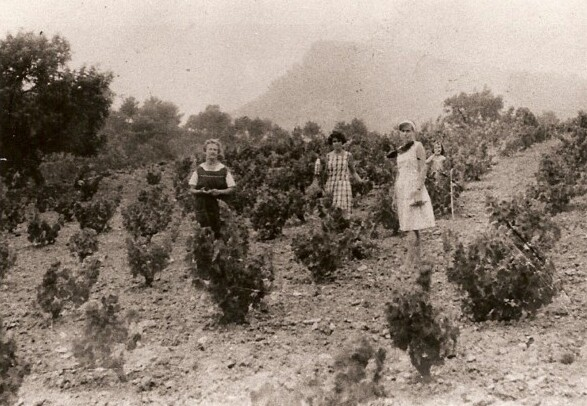
Cepas de viñas en la partida de La Rodana en los años 60

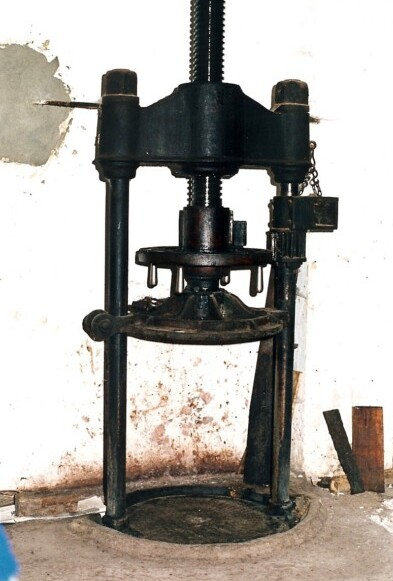
Prensa de aceite en la Cooperativa San José de Segart

En 1968 los cultivos de secano eran los siguientes:
Algarrobo
- Extensión: 211,97 Ha
- Proporción: 74,1%

Viñedo
- Extensión: 9,00 Ha
- Proporción: 3,1%

La producción de vino comenzó en el siglo XVIII con una producción de 1.200 Hm en 1792 pero a finales del siglo XIX comenzó su declive cuando solo en 1884 pudo producir 100 Hm pero Pascual Madoz aún sigue incluyendo en 1850 al vino como un producto de los campos de la población e. El cultivo de la vid se volvió residual ya que solo queda actualmente una explotación abandonada en todo el término de Segart pero en la cooperativa agrícola 'San José', fundada a principios del siglo XX, aún se mantiene un trull o lugar para pisar las uvas por lo aún existían cooperativistas con producción de vino.
Olivo
- Extensión: 53,30 Ha
- Proporción: 18,7%

Almendros y otros frutos
- Extensión: 8,78 Ha
- Proporción: 3,1%

otros
- Extensión: 2,77 Ha
- Proporción: 1,0%

## Explotaciones forestales
En 1968 el bosque se componía de pino carrasco y algo de pino rodeno en los terrenos silíceos. La extensión del monte en aquella fecha era de 384,87 Ha repartido entre 126,40 Ha de pinar y 222,47 de monte bajo. Esta extensión bajó drásticamente después del incendio de 1979 que terminó con la explotación forestal de los montes de Segart ya que destruyó el arbolado de las laderas de El Garbí, El Puntal de l'Abella y La Mola.

Segart, con muy poca tierra de cultivo, tiene en la explotación forestal, así como en las canteras de rodeno, su más caracterizado, aunque precario, medio de vida